# Mitsukurina owstoni
Mitsukurina owstoni — єдиний представник монотипового роду Mistukurina родини Скапаноринхові акули. Можливі назви українською мовою — «акула-гоблін», «акула-домовик», «скапаринх», «акула-носоріг», проте вони не підтверджені авторитетними джерелами. Відома із середнього еоцену (45-37 млн років тому). Вимерлими родами даної родини є Anomotodon, Protoscapanorhynchus, Pseudoscapanorhynchus, Scapanorhynchus, Woellsteinia.

## Опис
Досягає довжини 3,8 м і ваги 210 кг. Спостерігається статевий диморфізм: самиці більші за самців. Свою назву отримала за химерну зовнішність: морда цієї акули закінчується довгим дзьобоподібним виростом (у старих акул він менший), а довгі щелепи рухливі, здатні висуватися назовні. Передні зуби — довгі і гострі, а задні — пристосовані для роздавлювання раковин. на верхній щелепі є 35-53 рядків зубів, а на нижній — 31-62. Виріст на носі містить велику кількість електрочутливих клітин і допомагає акулі знаходити здобич в глибоководній темряві. Очі маленькі без мигальної мембрани. Бризкальця знаходяться позаду очей. тулуб доволі стрункий та м'язистий. Печінка дуже велика — сягає 25 % ваги тіла (як і у деяких інших видів акул, вона замінює плавальний міхур). Плавці мають незвичайну для акул закруглену форму. Анальний плавець і черевні плавці добре розвинені і перевищують розмірами спинний плавець.
Забарвлення також незвичайне: близьке до рожевого, рожево-біле (шкіра напівпрозора, і кровоносні судини просвічують крізь неї). Плавці мають блакитнуватий колір.

## Історія організації гоблінської акули [ редагувати ]

### Систематична класифікація
Тушу незвичайної на вигляд тварини, спійманої в затоці Сагамі біля Йокогами , Японія в 1897 році , вперше дослідив професор Какічі Міцукурі , який визнав важливість відкриття нового виду. Підготовлену тушу відправили в Сполучені Штати Америки для подальшого дослідження , де наступного, 1898 року, Джордан описав нововідкриту тварину. Підготовка перших виявлених і описаних видів, як так званий голотип , збагачує колекцію Інституту зоології Токійського університету донині; цей екземпляр — молодий самець довжиною 107 сантиметрів. 
У 1898 році іхтіолог Девід Старр Джордан встановив, що це не тільки новий вид, а й особина раніше невідомого роду і сімейства риб. Джордан опублікував його опис у Працях Каліфорнійської академії наук . Виходячи з порівняльних досліджень, акула-гоблін відноситься до ряду оселедцевих акул (Lamniformes) . У ході подальших порівняльних досліджень вдалося ідентифікувати дуже близького викопного родича акули-гобліна, який жив у середньому крейдяному періоді, близько ста мільйонів років тому. За анатомічними особливостями мезозойські скапанорінхи дуже схожі на рецензів до акули-гобліна, з якої причини певний час вони вважали, що ці дві тварини були одним і тим же; тому Mitsukurina є нічим іншим, як молодшим синонімом Scapanorhynchus .  Однак пізніше виявлені скам’янілості довели, що між ними все ще існують відмінності, і обидва заслуговують на свою стать.  Структура зубів як вимерлих видів крейдяного періоду, так і сучасної акули-гобліна демонструє велику схожість з іншою групою оселедцевих акул, що давно розвинулася, так званими тигровими акулами (Odontaspididae).своїми зубами. З цієї причини дослідники вважають, що акули-гобліни та тигрові акули мають спільного предка. Між 1904 і 1937 роками були описані деякі тварини, яких вважали акулами-гоблінами, але жодне з них не виявилося справжнім. Його таксономічна класифікація була цікаво ускладнена тим фактом, що довгі носи різних зразків були зігнуті під різними кутами під час методів збереження; з цієї причини деякі вважали, що це більше ніж один вид.
Оскільки акула-гоблін є єдиним живим представником свого сімейства і роду, а також її тезкою, їй також присвоєно статус типового виду .

### Ім'я
Пізніше родина та рід були названі з поваги до професора Мікукурі Какічі, японського вченого (родина Міцукурініди, рід Міцукуріна), тоді як назву виду, тобто owstoni , було названо на честь Алана Оустона , морського капітана та натураліста англійського походження; Саме Оустон передав голотип професору Мікукурі. 
Угорська назва «акула-гоблін» є перекладом японського слова tenguzame . Тенгу — одна з надприродних істот японських народних вірувань, часто зображувана з довгим носом і червоним обличчям.

### Розробка
Дослідження філогенезу , засновані на морфології , показали, що цей глибоководний вид акул є базальною , тобто основною , формою оселедцевих акул.  Цей нетичними дослідженнями.  Родина акул-привидів, яка в основному представлена родами Mitsukurina , Scapanorhynchus і Anomotodon , існувала вже в аптському періоді ( п'ятий з шести періодів ранньої крейди ), тобто 125–113 мільйонів років тому . Найстарший — Міцукурінаскам'янілості належать до середнього еоцену і мають вік 49–37 мільйонів років.  Наразі знайдено два викопні види : Mitsukurina lineata та Mitsukurina maslinensis . Striatolamia macrota з палеогенового періоду (65-23 мільйони років), що живе в теплій і мілководній місцевості , також може бути видом Mitsukurina .  Оскільки ця хрящова риба є стародавньою на вигляд і є останнім представником стародавнього сімейства, її часто вважають живою копалиною .

## Поява
Акул-гоблінів ловили в усіх трьох великих океанах , що свідчить про їхню поширеність. Живе у водах глибиною понад 100 метрів. За винятком кількох випадків, глибоководні рибалки рідко стикаються з цим видом. У західній половині Атлантичного океану його можна знайти від Мексиканської затоки через води Суринаму та Французької Гвіани до південної частини Бразилії . Те саме відбувається у східній частині океану від Франції до Сенегалу , включаючи води біля Португалії та островів Мадейра .  Серединно -Атлантичний хребетця жива копалина також була виловлена в морських горах.  Він також широко поширений в Індійському океані та західній частині Тихого океану . У цих районах є більші популяції у водах таких країн: Південно-Африканська Республіка , Мозамбік , Японія , Республіка Китай , Австралія та Нова Зеландія . Акулу-гобліна спіймали лише один раз у східній частині Тихого океану; це теж у південній частині Каліфорнії в Сполучених Штатах Америки . Акула-гоблін зустрічається переважно на верхніх рівнях материкових схилів, на глибинах 270-960 метрів.  Деякі екземпляри були виловлені з глибини 1300 метрів, і навіть зуб гоблінської акули був знайдений в кабелі, опущеному на глибину 1370 метрів.  Дорослі екземпляри знаходяться глибше, ніж молоді. Молоді особини вибирають місцем проживання підводні каньйони; У японських водах вони можуть бути на глибині від 100 до 350 метрів. Час від часу вони також можуть випливати на 40-метрову глибину поблизу узбережжя.  У квітні 2014 року рибалки біля Кі-Веста, штат Флорида , також спіймали акулу-гобліна; це була друга акула-гоблін, спіймана в Мексиканській затоці. Цей екземпляр був сфотографований і випущений назад у дику природу.  У липні 2014 року рибалки Шрі-Ланки також спіймали акулу-гобліна. Про це рибалки повідомили в найближчому центрі, містечку Валяйченай . Ця хрящова риба мала довжину 120 сантиметрів і важила 7,5 кілограма. Рибалки на Шрі-Ланці не відпустили акулу-гобліна, а передали її місцевій дослідницькій організації ( National Aquatic Resource Research & Development Agency , NARA ). 

## Зовнішній вигляд
Середня довжина тіла зрілих самців становить від 260 до 330 сантиметрів, а довжина тіла більших самок може перевищувати чотири метри.  Рекорд довжини належить самці, спійманій у 2000 році; довжина цього зразка становила від 5,4 до 6,2 метрів. Це було набагато більше, ніж максимальний розмір, який передбачалося раніше.  Найважча акула-гоблін важила 210 кілограмів, а довжина її тіла становила 380 сантиметрів.  Його шкіра рожева або жовтувато-коричнева через видимі кровоносні судини під шкірою. Забарвлення змінюється з віком тварини, наймолодші екземпляри майже білі. Його м'яка шкірка частково просвічується. Його шкіра вкрита тисячами дрібних, гострих, зубчастих лусочокпокритий, який, якщо розгладити вперед, можна порівняти з наждачним папером, але якщо перевернути, він має оксамитове відчуття. Ці численні зубні луски розташовані близько один до одного. Кожна луска нагадує короткий, але загострений шип; вони мають поздовжні виступи. Його ніс витягнутий і плоский, схожий на лезо меча. Будова його тіла витягнуте і кремезне. З віком співвідношення довжини носа до тіла зменшується.  Під час нападу його морда виступає, тягнеться майже до кінця носа. Його рот був сильно викривлений. 35–53 зуби на верхній щелепі (верхня щелепа) , 31–62  на нижній щелепі (нижня щелепа)знаходиться. Більшість його зубів, особливо передніх, надзвичайно загострені та злегка загнуті назад, тоді як зуби в задній частині рота товщі та тупіші, використовуються для дроблення. Форма та розташування зубів у цього виду акул варіюються від екземпляра до екземпляра: у той час як головний виступ зубів деяких особин має два менших виступи, що розгалужуються, найперші зуби інших особин розташовані щільно один до одного. На відміну від інших акул, її плавці не загострені, а округлі, а черевні плавці більші за спинні. Обидва спинні плавці приблизно однакового розміру та форми, невеликі та округлі. Підстави черевних і хвостових плавців широкі і більші за спинні. Хвостовий плавець сильно асиметричний, його верхня частина подовжена. Суцільна частина верхньої хвостової частки оточена прапорцевою облямівкою, кінець якої розширюється в нижній хвостовий плавець. Краї плавників напівпрозорі сірі або блакитні. Не має каудального виступу. Її маленькі чорні очі не мають третьої захисної повіки, а сітківка ока має блакитний відтінок. Очі мертвої акули-гобліна стають розмитими сірими або коричневими.  За його очима видно отвори. Відносно широкі зяброві щілини розміром п'ять на п'ятьрозташовані подалі від голови, прямо перед грудними плавцями. Зяброві волокна, що складають внутрішню частину його зябер, частково вільні, тобто виходять із-за зябрових щілин. П'ята зяброва щілина знаходиться прямо біля основи передньої частини грудного плавця.

### Внутрішня структура
До її фізіологічних особливостей відноситься печінка, на яку припадає 25% маси тіла . Оскільки в акули немає плавального міхура , цей збільшений внутрішній орган допомагає їй пірнати та підніматися. Його подовжений ніс дуже гнучкий, тому він не допомагає змінювати напрямок або ходити по піску морського дна.  Тут розташовані електрорецептори, знайдені у всіх акул, так звані ампули Лоренціні. Однак у випадку з акулою-гобліном, що рухається в сутінковій зоні, цей біологічний інструмент набагато чутливіший.  Його зір, на відміну від інших органів чуття, поганий; так званий тектум , тобто частина мозку , яка інтерпретує зір, не займає багато місця. Однак, на відміну від інших глибоководних акул, зіниці акули-гобліна можуть змінювати свій розмір залежно від інтенсивності світла. 
Його скелет складається лише з нерозвинених хрящів, м’язи розвинені лише незначно, а плавники маленькі й м’які; все це робить акулу-гобліна дуже повільною твариною. Оскільки її хвостовий плавець не утворює більшого кута з тілом, хрящова риба не може швидко змінити напрямок.

## Стиль життя
Згідно зі спостереженнями, це одиночний вид акул, її поведінкові характеристики майже невідомі. Хоча це глибоководна хрящова риба, вона також може підходити ближче до поверхні води вночі. Оскільки він не є швидким плавцем, він, мабуть, здатний наблизитися до своєї здобичі непомітно завдяки мінімальним рухам. Цьому сприяє його м’який і надзвичайно обтічний корпус, що відповідає щільності води. Імовірно живий батько. Наразі їм вдавалося тримати його живим в акваріумі не більше тижня. Для людини він не небезпечний через зовсім інший життєвий простір. Основним природним ворогом акули-гобліна є блакитна акула (Prionace glauca) .  Його основними паразитами є Echthrogaleus mitsukurinae , що належить до веслоногих ( Copepoda) і стрічкових черв’яків (Cestoda) , які називаються Litobothrium amsichensis і Marsupiobothrium gobelinus .

## Харчування
Полює близько морського дна, на глибині 500–1200 метрів, переважно на кісткову рибу ; серед них більше для довгохвостих риб (Macrouridae) і глибоководних гадюк (Stomiidae) . Крім кісткових риб, він також полює на головоногих і ракоподібних , включаючи десятиногих крабів (Decapoda) і крабів-туз (Isopoda) . Відходи також були знайдені в шлунках деяких розчленованих екземплярів .  Його основною їжею є риба-скорпіон під назвою рожевий ложноокунь, що мешкає на морському дні, Teuthowenia pellucida, що мешкає на вищих рівнях води. кальмари та раковини Macrocypridina castanea rotunda . Згідно з поточними спостереженнями, схоже, що акула-гоблін полює не лише на морському дні, але й на кількох рівнях. 
Акула-гоблін не плаває швидко, тому воліє нападати із засідки. Оскільки його м’ясо має низьку щільність, а жирна печінка велика, його плавучість нейтральна; через це він може наблизитися до своєї здобичі дуже невеликими рухами.  Коли він наближається досить близько до своєї жертви, його спеціальні передні щелепи раптово клацають по ній. Цьому особливому руху його щелеп сприяють дві пари еластичних стрічок. У стані спокою ці зв’язки стиснуті назад, і коли акула-гоблін кусає свою жертву, накопичений тиск штовхає щелепу тварини вперед, як двигун .  Водночас мовазамісне утворення відтягується назад, збільшуючи внутрішній об'єм порожнини рота. Разом з жертвою в рот потрапляє велика кількість води, але виходить майже відразу через зяброві отвори.

## Відтворення
Поки що про розмноження акули-гобліна відомо дуже мало. На сьогоднішній день жодна вагітна самка не була спіймана і вивчена. Імовірно живородні, як і інші види оселедцевих акул . Невелика кількість плодів розвивається всередині організму матері, де харчується незаплідненими яйцями.  При народженні маленькі акули-гобліни мають довжину 82 сантиметри, принаймні це розмір найменшого відомого екземпляра цього виду.  Самець стає статевозрілим приблизно на 260 сантиметрах, у той час як для самок цей розмір невідомий .  Інформації про його зріст чи вік немає.

## Акула-гоблін і людина
Оскільки акула-гоблін є глибоководною, вона не становить небезпеки для людини. Кілька екземплярів були спіймані живими; і доставити їх до міських акваріумів. Однак акула-гоблін може жити в неволі лише недовго. В Японії один екземпляр прожив тиждень в акваріумі Токійського університету, а інший, який був доставлений до Токійського морського парку, вижив лише два дні. 
З економічної точки зору він не має великої цінності. Виловлених акул-гоблінів консервують шляхом засолювання або сушіння і продають. Їх щелепи шукають колекціонери, які платять за них хорошу ціну завдяки своїй унікальності. Раніше японці виловлювали його заради печінкової олії та для добрива. Попри те, що акула-гоблін не є мішенню рибної промисловості, іноді її ловлять у мережі. Ці гарніри дуже рідкісні; найчастіше вони зустрічаються в південній частині Японії, де щороку в мережі потрапляє близько 30 екземплярів, в основному молодих. На островах Мадейра Aphanopus carboрибалки виловлюють 2-3 акули-гобліни як прилов на рік. У квітні 2003 року в північно-західних водах Республіки Китай було виловлено більше сотні акул-гоблінів. Поки невідомо, чому була отримана така велика кількість здобичі, але вважається, що вилову передував землетрус , який загнав хрящових риб у більш високі води. Цей вид акул раніше не помічався в цьому місці, і з тих пір його не бачили в такій великій кількості. 
Всесвітній союз охорони природи (МСОП) не вважає акулу-гобліна вимираючим видом. Ареал цього виду акул дуже великий, виловлюються лише деякі дорослі статевозрілі особини; з цих причин акула-гоблін є одним із небагатьох видів акул, які дуже незначно піддаються впливу діяльності людини.

## Спосіб життя
Біологія цієї акула слабко вивчена. Першу особину було ідентифіковано в 1898 році, вона й досі вважається найменшим відомим екземпляром, адже її довжина становила 107 см. На даний час досліджено лише 45 особин. Мешкає біля морського дна на глибині від 200 до 1400 м. Живиться донною костистою рибою, головоногими молюсками, ракоподібними. Акула-домовик ловить здобич, висуваючи щелепи і втягуючи в пащу воду разом із здобиччю.
Це яйцеживородна акула. Статева зрілість у самців настає при розмірі у 2,6 м. При цьому для акули характерний внутрішньоматочний канібалізм — більш сильні дитинчата ще до народження з'їдають слабких, і в підсумку на світ з'являється дуже невелика кількість акуленят, проте великих (до 82 см) і добре підготовлених до життя.

## Розповсюдження
Зустрічається біля континентальних шельфів в теплих і помірних водах всіх океанів, окрім Північно-Льодовитого океану. В Атлантиці: від Мексиканської затоки, північної частини південної Америки до островів Зеленого мису, Сенегалу та Мадейри. Трапляється також біля Піренейського півострова, втім не заходить до Середземного моря. В Індійському океані: від південної Африки до Перської затоки та Індії й Шрі-Ланки. У Тихому океані: від Японії (на заході) й Каліфорнії (на сході) до Австралії та Нової Зеландії.